# Adinandra calosericea
Adinandra calosericea är en tvåhjärtbladig växtart som beskrevs av Friedrich Ludwig Diels. Adinandra calosericea ingår i släktet Adinandra och familjen Pentaphylacaceae. Inga underarter finns listade i Catalogue of Life.